# Skvrňov
Obec Skvrňov se nachází v okrese Kolín, kraj Středočeský asi 22 km jihozápadně od Kolína. Žije zde 222 obyvatel a v roce 2011 zde bylo evidováno 98 adres.
Skvrňov je také název katastrálního území o rozloze 6,17 km2.

## Historie
Ves Skvrňov je poprvé zmíněna v roce 1295, kdy zde měli majetek Vlastek, Záviš, Byčeň, Smil, Jarohněv a Černín ze Skvrňova (Squirnow), doložení při vyměřování hranic Ratají nad Sázavou. V průběhu 14. a na počátku 15. století je uvedena ještě řada zemanů, užívajících přídomku ze Skvrňova. Jejich vzájemné příbuzenské vztahy však nelze určit. Od roku 1364 se ve Skvrňově připomíná i majetek sázavského kláštera, neboť v tomto roce byl spolupatronem skvrňovského kostela i sázavský opat. 

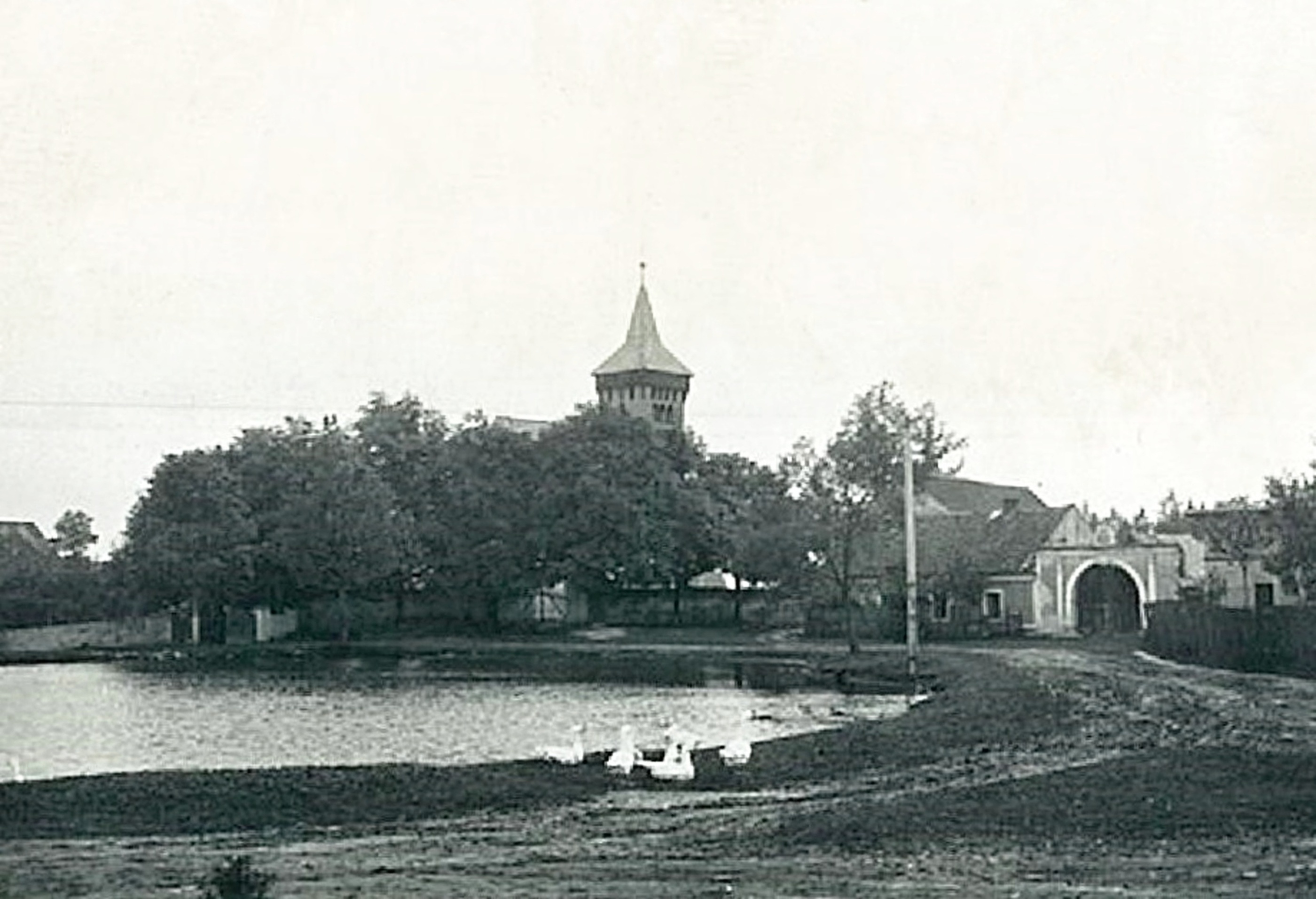
Skvrňov ve 30. letech 20. století

Podrobnější údaje o majitelích Skvrňova po husitských válkách nejsou známy. Pouze je doloženo, že část vsi připadla v roce 1421 pánům z Kunštátu, v roce 1433 patřila jiná část vsi s dvorem sázavským benediktinům (jim patřila až do roku 1620) a další část s dvorem náležela před rokem 1462 Ofce ze Zásmuk a po její smrti v tomto roce připadla jako odúmrť králi Jiřímu z Poděbrad. Král odúmrť postoupil Ofčinu bratrovi Václavovi ze Zásmuk. V průběhu 2. poloviny 15. nebo na počátku 16. století byly se zásmuckým panstvím spojeny i další díly vsi a v roce 1543 je jako součást tohoto panství, které tehdy náleželo Adamovi z Říčan, jmenována i část vsi Skvrňov s tvrzí. A to je první a také jediná zmínka o skvrňovské tvrzi. Lze předpokládat, že ji vystavěl některý z majitelů vsi v průběhu 14. století a že zpustla po spojení se Zásmukami, kdy ztratila význam jako panské sídlo.
Ve vsi se nachází kostel sv. Havla, což je významný románský kostel postavený v první čtvrtině 13. století hutí sázavského kláštera. Kostel se v téměř neporušeném stavu dochoval dodnes, pouze v roce 1870 byla přistavěna sakristie s předsíní a v roce 1902 byl puristicky obnoven. Poslední oprava proběhla v letech 1992–1994. Jednolodní obdélný kostel vystavěný z pískovcových kvádrů je ukončen půlkruhovou apsidou, k jižní stěně je přistavěna sakristie s předsíní a před západním průčelím se tyčí třípatrová věž. V nejvyšším patře je prolomena potrojnými sdruženými okénky a je kryta střechou na dřevěných krakorcích.

### Územněsprávní začlenění
Dějiny územněsprávního začleňování zahrnují období od roku 1850 do současnosti. V chronologickém přehledu je uvedena územně administrativní příslušnost obce v roce, kdy ke změně došlo:
- 1850 země česká, kraj Pardubice, politický okres Kolín, soudní okres Kouřim[6]
- 1855 země česká, kraj Čáslav, soudní okres Kouřim
- 1868 země česká, politický okres Kolín, soudní okres Kouřim
- 1939 země česká, Oberlandrat Kolín, politický okres Kolín, soudní okres Kouřim[7]
- 1942 země česká, Oberlandrat Praha, politický okres Kolín, soudní okres Kouřim[8]
- 1945 země česká, správní okres Kolín, soudní okres Kouřim[9]
- 1949 Pražský kraj, okres Kolín[10]
- 1960 Středočeský kraj, okres Kolín
- 2003 Středočeský kraj, obec s rozšířenou působností Kolín

### Rok 1932
Ve vsi Skvrňov (446 obyvatel) byly v roce 1932 evidovány tyto živnosti a obchody: družstvo pro rozvod elektrické energie v Skvrňově, 2 hostince, kolář, kovář, krejčí, obuvník, 2 pokrývači, 5 rolníků, obchod se smíšeným zbožím, trafika, 3 truhláři.

## Pamětihodnosti
- Kostel sv. Havla

## Galerie

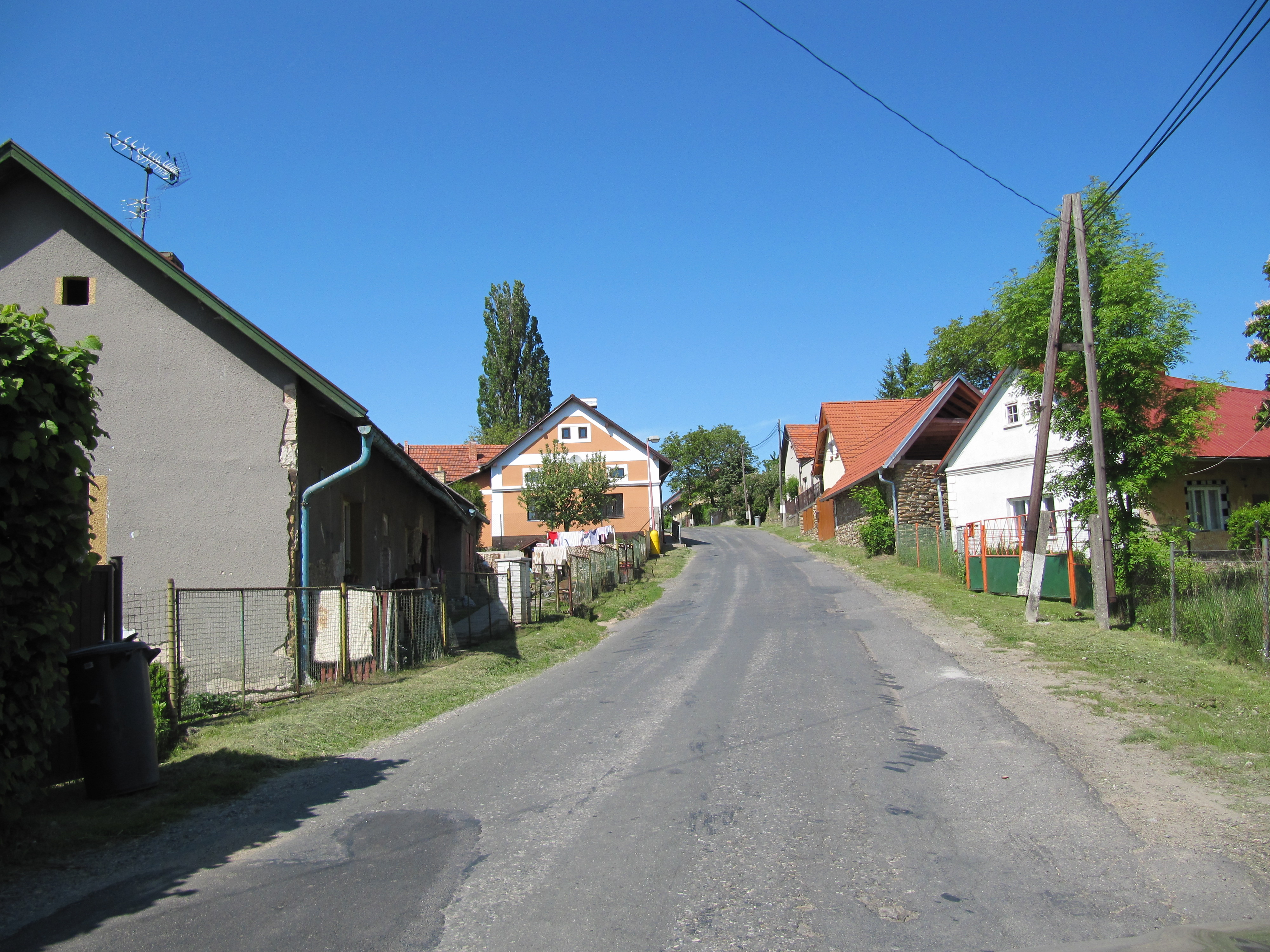
Ulice,směr Církvice
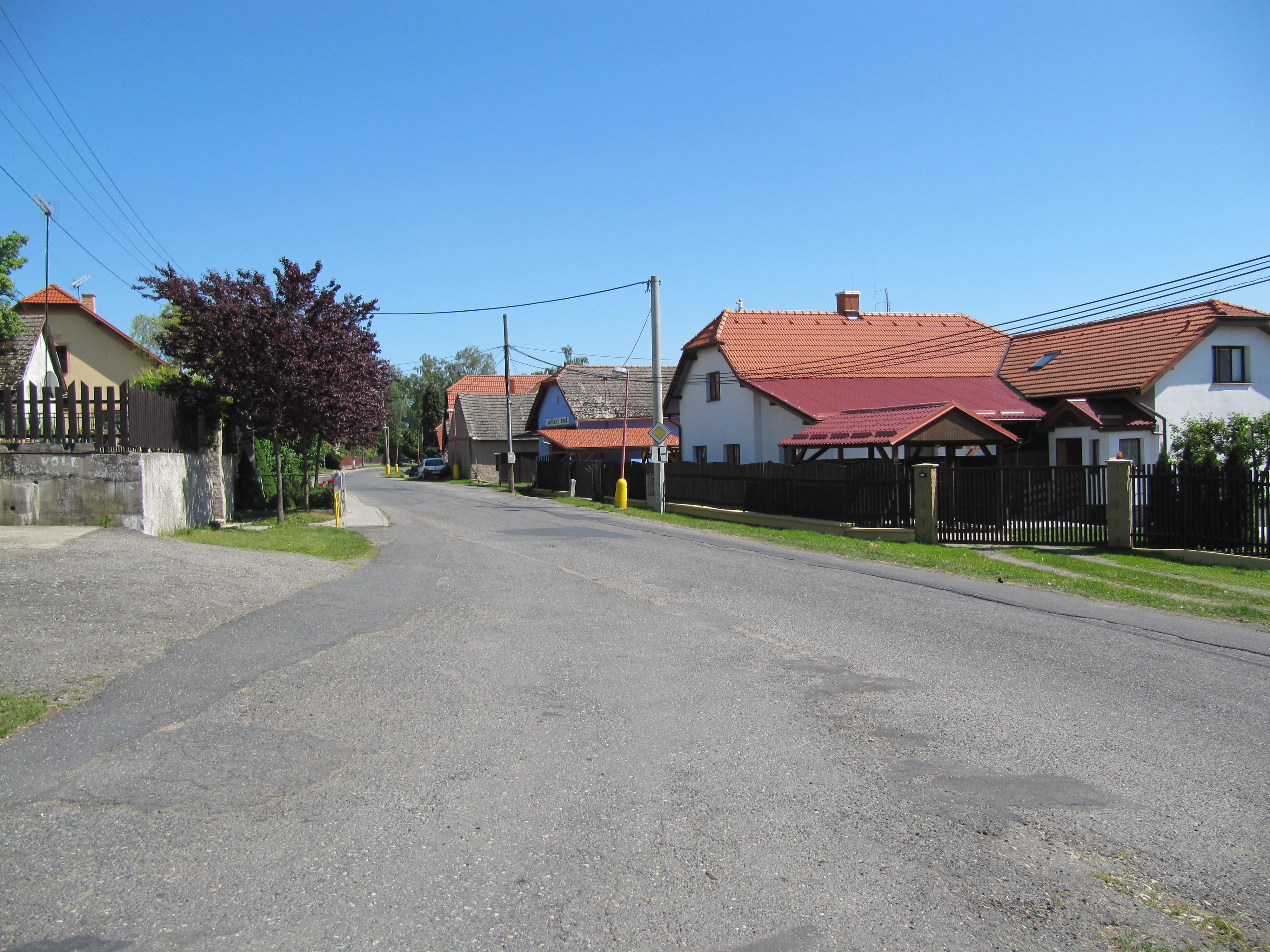
Ulice,směr Uhlířské Janovice
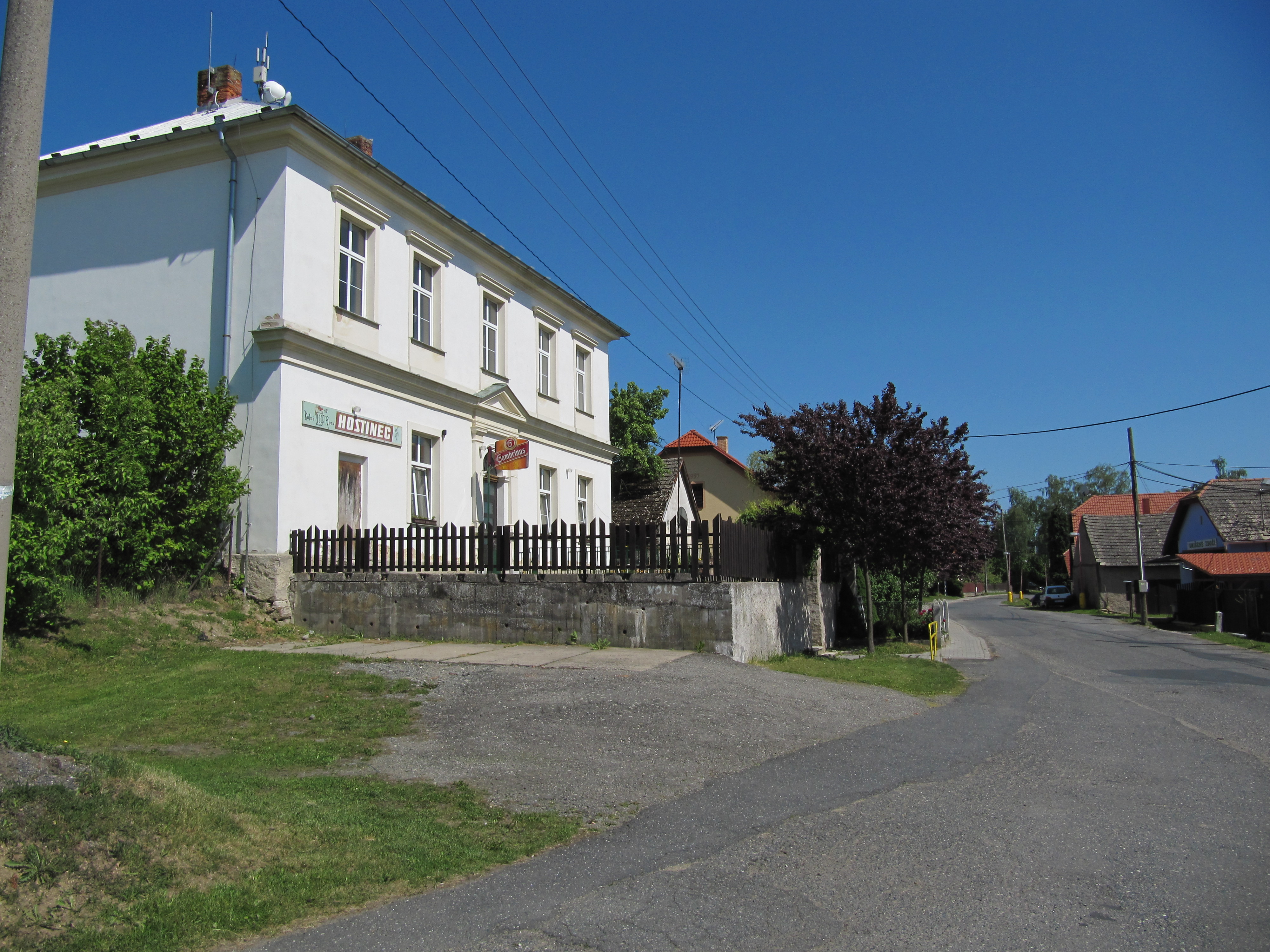
Hospoda
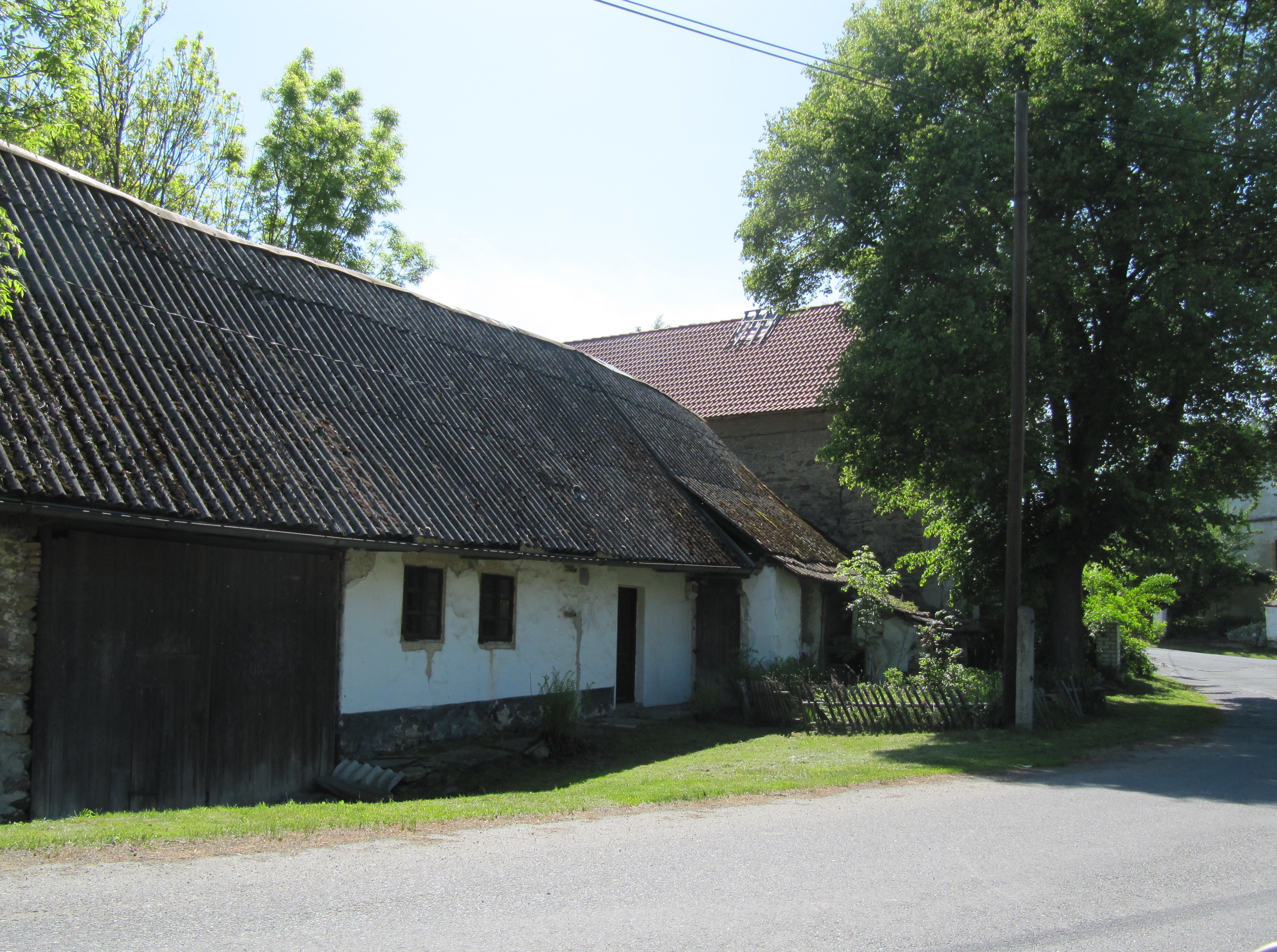
Dům č. p. 61

## Doprava
Dopravní síť
- Pozemní komunikace – Do obce vede silnice III. třídy. Z obce je 2,5 km na silnici II/335 Mnichovice - Sázava - Uhlířské Janovice - Zbraslavice.

- Železnice – Železniční trať ani stanice na území obce nejsou. Nejbližší železniční stanicí jsou Uhlířské Janovice ve vzdálenosti 5 km ležící na trati 014 z Kolína do Uhlířských Janovic a Ledečka.

Veřejná doprava 2011
- Autobusová doprava – Do obce vedly autobusové linky Kolín-Bečváry-Zásmuky-Skvrňov (v pracovních dnech 9 spojů, o víkendech 1 spoj) a Kolín-Dolní Chvátliny-Zásmuky-Skvrňov (v pracovních dnech 1 spoj, o víkendech 2 spoje) (dopravce Okresní autobusová doprava Kolín, s. r. o.), Církvice-Uhlířské Janovice (v pracovních dnech 2 spoje) (dopravce Veolia Transport Východní Čechy, a. s.).